# موسيقى النساء

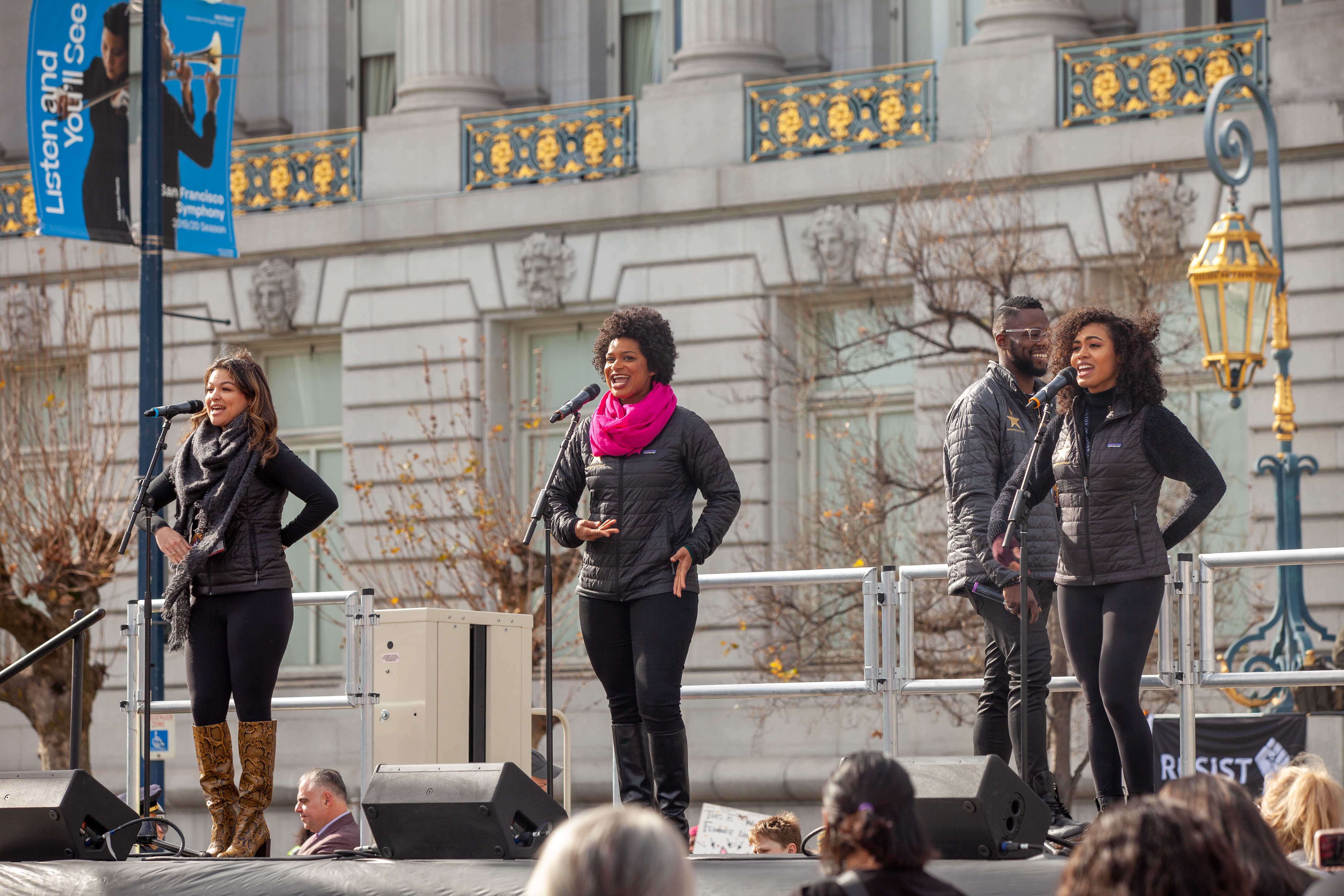
أعضاء فرقة "هاميلتون" المتجولة يؤدين أغنية "The Schuyler Sisters" في مسيرة سان فرانسيسكو النسائية لعام 2020.

هذه المقالة عن الموسيقى التي تصنعها النساء، وتخص شؤونهن وتتحدث عنهن. بالنسبة للنساء في الموسيقى بشكل عام انظر النساء في الموسيقى.
موسيقى النساء هي موسيقى تصنعها النساء، وتخص شؤونهن وتتحدث عنهن. ظهر هذا النوع كتعبير موسيقي عن حركة النسوية من الجيل الثاني ، كذلك حركات العمل وحقوق الإنسان والسلام، بدأت الحركة (في الولايات المتحدة) على يد فنانات مثليات مثل كريس ويليامسون وميج كريستيان ومارجي آدم وفنانات أمريكيات من أصل إفريقي بما في ذلك ليندا تيليري وماري واتكينز وجوين آفري، كذلك ناشطات مثل برنيس جونسون ريجون وفرقتها Sweet Honey in the Rock وناشطة السلام هولي نير، تشير موسيقى النساء أيضًا إلى الصناعة الأوسع لموسيقى النساء التي تشمل الموسيقيات في الاستوديوهات، والمنتجات، ومهندسي الصوت، والفنانات التجارية، والموزعات، والمنظمات الترويجية، ومنظمات المهرجانات اللاتي هن أيضًا نساء.

## التاريخ
النوع الموسيقي الذي أصبح معروفا في البداية باسم "موسيقى المثليات" يستند جذوره إلى بعض المساهمات الموسيقية في الستينيات ويتم تعريفه بواسطة الفنانين والشركات المنتجة في السبعينيات الذين بنوا على هذه الأساسية بهدف تعزيز حركة موسيقية موجهة نحو المثليات.
في عام 1963، قامت ليزلي غور بإبداع أغنية "You Don't Own Me" (أنت لا تملكني) التي تعبر عن التحرر المهدد، حيث تخبر المغنية حبيبها أنه لا يملكها، وأنه ليس بوسعه أن يقول لها ماذا تفعل أو ماذا تقول، وأنه لا يمكنه أن يعرضها على الآخرين. كلمات الأغنية أصبحت مصدر إلهام للنساء الشابات ويتم استشهادها في بعض الأحيان كعامل في حركة النسوية الموجة الثانية. تعرضت ليزلي غور لاحقًا لانتقادات بسبب عدم توافق بقية أغانيها مع تطلعات وتوقعات النسوية.
في أواخر الستينيات وأوائل السبعينيات في الولايات المتحدة، اعتبر بعض الناس أنه ليس هناك "صور إيجابية للنساء في الموسيقى الشعبية" و"نقص الفرص للفنانات النساء". واعتبروا أن النساء يعانين من عقبة في هذا المجال بسبب اختلاف جنسهن. في ذلك الوقت، كانت الشركات الكبرى للتسجيل في الولايات المتحدة قد وقعت عقودًا فقط مع عدد قليل من فرق الفتيات، بما في ذلك فاني وبيرثا وذا ديدلي نايتشايد وجولدي آند ذا جنجربريدز والفرقة التي تطورت منها، آيزيس. ردًا على هذا الشعور المتفشي بعدم اندماج النساء في الوسط الرئيسي، قررت بعض النسويات أنه من الضروري أن يقمن بإنشاء مساحة منفصلة للنساء لإبداع الموسيقى. تم استخدام الانفصالية المثلية والنسوية بعد ذلك كـ "تكتيك يركز جهود النساء ويعطي دفعة هائلة لنمو وتطور الموسيقى النسائية".
من خلال حركة الانفصالية نشأت أول أمثلة موزعة للموسيقى التي تم إنشاؤها خصيصًا للسحاقيات أو النسويات. في عام 1972، سجلت ماكسين فيلدمان، التي كانت فنانة "منفتحة" (مثلية بوضوح) منذ عام 1964، أول تسجيل صريح للسحاقية بعنوان "Angry Atthis" (كانت أتيس حبيبة الشاعرة اليونانية القديمة سافو). كانت فيلدمان تؤدي الأغنية منذ عام 1969، وكانت كلماتها محددة لمشاعرها وتجاربها كسحاقية. في نفس العام، أصدرت فرقة النساء النسوية "فرقة الروك لتحرير نساء شيكاغو" وفرقة الروك لتحرير نساء نيو هيفن ألبومًا بعنوان "Mountain Moving Day". في عام 1973 شكلت أليكس دوبكين وعازفة الناي كاي جاردنر وعازفة الباص باتشيز أتوم فرقة لافندر جين، وسجلوا ألبومًا بعنوان "Lavender Jane Loves Women"، وهو أول ألبوم كامل الطول للسحاقيات وبواسطة السحاقيات. اعتمدت هذه التسجيلات المبكرة على المبيعات عبر البريد وفي بعض متاجر الكتب السحاقية النسوية، مثل "لامبدا رايزينغ" في واشنطن العاصمة، بالإضافة إلى الترويج عن طريق الكلمة المنطوقة. في مايو 1974، أحيت النساء اللاتي سيشكلن أول فرقة نسائية للروك في أوروبا حفلة في مهرجان الموسيقى النسوية في برلين. شكلن فرقة الروك النسوية الألمانية "فلاينج ليزبيانز" وأصدرن ألبومًا بنفس الاسم في عام 1975.
يُعزى تأسيس "جولدن رود ميوزيك ديستريبيوشن"، التي أسسها تيري جرانت في عام 1975، وفقًا لورون كيهرر، بأنها تأثير كبير في بدء حركة الموسيقى النسائية. لاحظت كيهرر أنه على الرغم من أن المنظمة تأسست على أساس مساعدة النساء والسحاقيات، فإنها لم تتمكن من التعامل مع التناقضات المحيطة بأخلاقيات الشركة ودورها في المجتمع الرأسمالي.
المثليات وجدن أيضًا طرقًا للتعبير عن أنفسهن من خلال التأليف الموسيقي. هناك رموز سيميائية كلاسيكية أوروبية مشتركة تم استخدامها على مر القرون للتعبير عن الذكورة أو الأنوثة. تغيرت هذه الإيماءات الموسيقية مع مرور الوقت مع تغير معنى الأنوثة، لكنها ظلت دائمًا وفية لهدفها: التعبير الصادق. قامت الملحنة إيثيل سميث بترميز تجارب حياتها المثلية في موسيقاها. يلعب الجنس لدى الملحنين والكتاب والفنانين وغيرهم دورًا كبيرًا في كيفية تصور الموسيقى وتفسيرها. تشير الإشارات مثل الإيقاع والترجمة والديناميكيات الأخرى إلى العديد من المعاني المختلفة - وليست قياسية. يستخدم كل موسيقي هذه الرموز والإشارات ليناسب موسيقاه، وبالتالي التعبير عن نفسه من خلال الأغنية.
استهدفت الموسيقيات النسويات عرض صورة إيجابية وفاعلة وعنيدة للنساء، تنتقد ليس فقط الانقسامات فيما يتعلق بالجنس، ولكنها تظهر أيضًا أهداف الحركة النسوية مثل العدالة الاجتماعية فيما يتعلق بالجنس وحق الخصوصية فيما يتعلق بالإجهاض وتنظيم النسل. بهدف تجاوز الفجوة الجنسانية وتقليل الاختلافات بين الجنسين، اعتمدت بعض النساء في هذا النوع من الموسيقى "أكواد الزي الذكوري وأساليب الشعر". صرحت النساء أيضًا بآرائهن وأهداف الحركة النسوية من خلال إسهاماتهن الكلماتية. في أغنية "I Am Woman"، تغني هيلين ريدي: "أنا امرأة/اسمعي صوتي/أنا على الأرض/لا أحد سيجعلني أسقط مرة أخرى". تخلق ريدي شعورًا بـ "قوة الفتاة" تعكس طموحات الحركة النسوية.

## علامات التسجيل والموزعين والمنشورات
أُنشئت شركة "أوليفيا ريكوردز"، أول شركة تسجيل موسيقى نسائية، في عام 1973 من قبل جماعة تضم الفنانة ميغ كريستيان. بدأت أوليفيا بإصدار أغنية واحدة تم بيعها بنجاح عن طريق البريد، وتمكنت من إصدار ألبوم "I Know You Know" لميغ كريستيان وألبوم "The Changer and the Changed" لكريس ويليامسون. كان "The Changer and the Changed" واحدًا من أفضل الألبومات مبيعًا على الإطلاق في أي شركة تسجيل مستقلة في ذلك الوقت، وكان أيضًا أول ألبوم يتم إنتاجه بالكامل من قبل نساء. "Changer" هو أكثر الألبومات مبيعًا على الإطلاق في نوع الموسيقى النسائية.
تم إنشاء العديد من الشركات التسجيلية المستقلة الأخرى من قبل الفنانين، مثل كاي جاردنر مع شركة التسجيل Wise Woman/Urana ومارجي آدم مع شركة التسجيل Pleiades وأني ديفرانكو مع شركة التسجيل Righteous Babe Records وهولي نير مع شركة التسجيل Redwood Records في عام 1972. قامت Redwood Records بتوسيع نطاق تسجيلات الموسيقى النسائية لتشمل نساء من ذوي البشرة الملونة من خلال تسجيل Sweet Honey in the Rock، وهي فرقة غنائية من أمريكيات سود تأسست عام 1978 من قبل بيرنيس ريجون. مع توسع هذه الشركات التسجيلية توسعت أيضًا أنواع الموسيقى التي تمثلها، وتنوع الفنانين العرقي والاجتماعي. تم أيضًا تشكيل العديد من الشركات التسجيلية الأخرى من قبل الفنانين، مثل Berkeley Women's Music Collective وWoody Simmons وTeresa Trull التي تم توزيعها عبر شبكة أوليفيا.
مع نمو الشركات التسجيلية المستقلة وزيادة الطلب على موسيقى النساء، أصبح من الضروري وجود نظام منظم للتوزيع والترويج. تأسست شركة Goldenrod Music في عام 1975 للتوزيع لصالح Olivia Records، وفيما بعد توسعت في التوزيع لتشمل شركات تسجيلية أخرى. تأسست Ladyslipper، وهي منظمة غير ربحية تأسست في عام 1976، للترويج وتوزيع موسيقى النساء. شكلت شبكة Olivia Records الغير رسمية WILD (Women's Independent Labels Distributors) في عام 1977 لتوزيع الموسيقى في مناطق مختلفة من الولايات المتحدة. كانت للمنظمة هدفان: التواصل الشبكي الرسمي وتثقيف الموزعين حول قضايا المبيعات والأعمال، والتفاوض مع Olivia في ضوء الضغوط المالية التي تواجهها Olivia والتي تضغط بدورها على الموزعين. في عام 1978، تأسست شركة الحجوزات الوطنية Roadwork Inc. للترويج لفنانات النساء.
على مر الثمانينات والتسعينات، اضطر العديد من متاجر الكتب التي تبيع سجلات النساء إلى الانتقال إلى مساحات أصغر أو إغلاق أبوابها. نتيجة لذلك، انتشرت Olivia Records في مجالات مختلفة لمساعدة مشاريعها الموسيقية على أن تصبح أكثر ربحية. مع هذا التوسع، دخلت Olivia Records صناعة السفر وتأسست Olivia Cruises and Resorts في عام 1990. ومع ذلك، تواصلت انخفاضات مبيعات موسيقى النساء بشكل كبير.
كان هناك العديد من العوامل الاجتماعية والاقتصادية التي أدت إلى فشل صناعة موسيقى النساء في الثمانينات والتسعينات. ومن أجل حل هذه المشكلات المختلفة، اجتمعت مؤتمر صناعة الموسيقى (MIC) للتفكير في ما يمكن القيام به. خلال أسبوع كامل، ناقشت حوالي 80 امرأة في صناعة الموسيقى التساؤلات والمخاوف السائدة التي كانت تؤثر على موسيقى النساء في ذلك الوقت. وكانت المواضيع الرئيسية في المؤتمر هي انخفاض حجم الحفلات، ومطالب المرتبات غير الواقعية من قبل الفنانات الإناث، وعدم تنوع الفنانات النساء، وكيف أن Olivia Records، التي كان من المفترض أن تكون شركة تديمع نمو الشركات التسجيلية المستقلة وزيادة الطلب على موسيقى النساء، أصبح من الضروري وجود نظام منظم للتوزيع والترويج. تأسست شركة Goldenrod Music في عام 1975 للتوزيع لصالح Olivia Records، وفيما بعد توسعت في التوزيع لتشمل شركات تسجيلية أخرى. تأسست Ladyslipper، وهي منظمة غير ربحية تأسست في عام 1976، للترويج وتوزيع موسيقى النساء. شكلت شبكة Olivia Records الغير رسمية WILD (Women's Independent Labels Distributors) في عام 1977 لتوزيع الموسيقى في مناطق مختلفة من الولايات المتحدة. كانت للمنظمة هدفان: التواصل الشبكي الرسمي وتثقيف الموزعين حول قضايا المبيعات والأعمال، والتفاوض مع Olivia في ضوء الضغوط المالية التي تواجهها Olivia والتي تضغط بدورها على الموزعين. في عام 1978، تأسست شركة الحجوزات الوطنية Roadwork Inc. للترويج لفنانات النساء.
على مر الثمانينات والتسعينات، اضطر العديد من متاجر الكتب التي تبيع سجلات النساء إلى الانتقال إلى مساحات أصغر أو إغلاق أبوابها. نتيجة لذلك، انتشرت Olivia Records في مجالات مختلفة لمساعدة مشاريعها الموسيقية على أن تصبح أكثر ربحية. مع هذا التوسع، دخلت Olivia Records صناعة السفر وتأسست Olivia Cruises and Resorts في عام 1990. ومع ذلك، تواصلت انخفاضات مبيعات موسيقى النساء بشكل كبير.
كان هناك العديد من العوامل الاجتماعية والاقتصادية التي أدت إلى فشل صناعة موسيقى النساء في الثمانينات والتسعينات. ومن أجل حل هذه المشكلات المختلفة، اجتمعت مؤتمر صناعة الموسيقى (MIC) للتفكير في ما يمكن القيام به. خلال أسبوع كامل، ناقشت حوالي 80 امرأة في صناعة الموسيقى التساؤلات والمخاوف السائدة التي كانت تؤثر على موسيقى النساء في ذلك الوقت. وكانت المواضيع الرئيسية في المؤتمر هي انخفاض حجم الحفلات، ومطالب المرتبات غير الواقعية من قبل الفنانات الإناث، وعدم تنوع الفنانات النساء، وكيف أن Olivia Records، التي كان من المفترض أن تكون شركة تديرها النساء ، كانت تعطي مناصب عالية للذكور .

## HOT WIRE:مجلة الموسيقى والثقافة النسائية
هوت واير: مجلة الموسيقى والثقافة النسائية كانت مجلة موسيقية نسائية تصدر ثلاث مرات في السنة من عام 1984 إلى عام 1994. تأسست في شيكاغو على يد المتطوعين توني أرمسترونج جونيور، ميشيل جوترو، آن موريس، وإيفون زيبتر. وفي عام 1985، أصبح أرمسترونج جونيور الناشر الوحيد. ووصفتها تراسي بايم من ويندي سيتي تايمز بأنها "صوت الحركة الموسيقية النسائية المتنامية على المستوى الوطني وسجل شامل لثقافة النسوية السحاقية". كانت المجلة منشورًا منفصلًا واستلهمت اسمها من قصيدة زيبتر الإباحية "البحث عن الخيط الساخن". كانت المجلة تركز حصريًا على الموسيقيين النسويات السحاقياتوالمهرجانات، والمسارح، والمواضيع المختلفة المتعلقة بالكتابة والمسرح والرقص والكوميديا والفنون. تضمنت كل عدد من المجلة المؤلفة من 64 صفحة سجلًا صوتيًا يحتوي على ما لا يقل عن أربع أغاني لفنانات سحاقيات أو نسويات.

## المهرجانات الموسيقية النسائية
أول مهرجان للموسيقى النسائية أقيم في عام 1973 في جامعة ساكرامنتو ستيت. في مايو 1974، أقيم أول مهرجان وطني للموسيقى النسائية في شامبين-أوربانا، إلينوي، تأسس على يد كريستين ليمز، طالبة في جامعة إلينوي.واحتفل بالذكرى الأربعين في ميدلتون، ويسكونسن، من 2 إلى 5 يوليو 2015. تأسس مهرجان ميشيغان للموسيقى النسائية في عام 1976، وأصبح أكبر مهرجان في الولايات المتحدة قبل أن يتوقف عن العمل بعد الاحتفال بالمهرجان الأربعين في أغسطس 2015.تشمل المهرجانات الأحدث ليليث فير التي جولت من عام 1997 إلى عام 1999، ومهرجان أوهايو للسحاقيات القريب من كولومبوس في أوهايو، تأسس في عام 1988 وما زال احتفالًا مستمرًا بالموسيقى والثقافة النسائية. تم إنشاء العديد من المهرجانات الأخرى في جميع أنحاء الولايات المتحدة وكندا منذ منتصف السبعينيات وتختلف في الحجم من عدد قليل من المشاركين إلى آلاف الحاضرين. أحدث مهرجان هو مهرجان نساء لوس أنجلوس للموسيقى، الذي بدأ في عام 2007 مع أكثر من 2500 حضور، وكان من المقرر أن يعود في عام 2009، ولكنه توقف بشكل غير محدد بعد الحدث الأول.
على الرغم من أن المهرجانات تركز على الموسيقى، إلا أنها تدعم العديد من جوانب الثقافة النسوية والشاذة. تم تصميم المهرجانات لتوفير مساحة آمنة للموسيقى والثقافة النسائية، ويتم عقد العديد من المهرجانات في الحرم الجامعي للجامعات أو في مواقع ريفية نائية. تقدم العديد من المهرجانات ورش عمل حول مواضيع تتعلق بمجتمع السحاقيات والنسويات، وتقدم أنشطة مثل الفنون والحرف اليدوية وصفوف اللياقة البدنية والأحداث الرياضية، وتسعى لتوفير فرص للنساء للاستفادة من الموارد التي غالبًا ما لا يمكنهن العثور عليها في الثقافة السائدة. واحدة من المهرجانات التي تقدم ورش عمل من هذا القبيل هو مهرجان النساء الوطني للموسيقى. في عام 1992، قدم المهرجان ورش عمل تغطي مواضيع مثل "الدراما"، "الفيلم والفيديو"، "القدرات الوصولية"، "صحة ورياضة ولياقة المرأة"، "النساء كبار السن"، "الروحانية"، "تمكين المرأة"، "نساء من ذوي البشرة الداكنة"، ومؤتمر للكتابة بالإضافة إلى مواضيع أخرى في "سلسلة ورش العمل العامة".
تصف بوني موريس في كتابها "إيدن بنيت بواسطة إيفز"، كيف تخدم المهرجانات النساء في مراحل حياتهن. تدعم المهرجانات مساحة آمنة لطقوس تعمل على اكتشاف الهوية في سن الشباب للنساء، وطقوس الرومانسية والالتزام للبالغات، والتعبير عن وجهات نظر بديلة حول الأمومة، والتعبير عن الحزن والفقدان.على الرغم من التحفظ التاريخي، فإن مهرجان ميشيغان للموسيقى النسائية يُعتبر أحيانًا مثالًا على بيئة تحتفل بكل النساء، وليس فقط تلك اللواتي يتوافقن مع الصور النمطية في وسائل الإعلام الرئيسية. تصف موريس المشاركات في المهرجان بأنهن "نساء جذابات في كراسي متحركة، ونساء جذابات بوزن 260 رطل، ونساء جذابات في سن السبعين، ورومانسيات متعددة العرق - وبقية نساء العالم التي لن يظهرها التلفزيون أو سيخبرنا أنها لا تعتبر".المهرجانات أيضًا تساعد في خلق شعور بالمجتمع للمجتمع السحاقي. يعتبر المهرجان الوطني للموسيقى النسائية، بالإضافة إلى المشاركين والمنظمين الكثيرين من السحاقيات، الموسيقى والفكاهة والحرف اليدوية في المهرجان تعزز "هوية سحاقية إيجابية". كما كان المهرجان مكانًا يمكن فيه للنساء أن يعرضن ميولهن الجنسية بصراحة بما في ذلك التعاطف بين الجنسين نفسه.
حاليًا، تستمر المهرجانات في الازدهار في الولايات المتحدة وغيرها من البلدان.

## جدل استبعاد المتحولين جنسيًا في مهرجان ميشيغان النسائي للموسيقى
المهرجان النسائي لموسيقى ميشيغان، المعروف أيضًا باسم MWMF أو MichFest، كان موضوع جدل طوال فترة وجوده بسبب نية المهرجان في إنشاء مساحة للنساء المولودات نساءً. في عام 1991، تم طلب مغادرة نانسي جين بيركهولدر لمهرجان ميشيغان بناءً على كونها امرأة متحولة جنسيًا؛ وفي الأعوام التالية، تم تنفيذ سياسة "النساء المولودات نساءً" في المهرجان والتي واجهت انتقادات شديدة من نشطاء المجتمع المتحولين جنسيًا ومنظمات المجتمع LGBTQ+. في عام 1995، تأسس كامب ترانس وكان ينظم احتجاجًا خارج مكان المهرجان[45] كل عام حتى عام 2010، عندما تم إغلاقه. وعلى الرغم من أن الحادثة التي وقعت في عام 1991 مع بيركهولدر كانت المرة الوحيدة التي طُلب فيها من امرأة متحولة جنسيًا مغادرة المهرجان، إلا أن الجدل أصبح أداة للتنظيم للاحتجاج على نية المهرجان لمدة 20 عامًا. تلتها عرائض ومقاطعات من منظمات بارزة مثل GLAAD، في حين أصرت مؤسسة ميشيغان ليزا فوجل على أنه ليس من الكراهية تجاه الأشخاص المتحولين جنسيًا أن يكون هناك "مساحة صحية ومتكاملة ومحبة" للنساء اللواتي وُلدن أناثًا للتجمع معًا. أنهى المهرجان عملياته بعد إقامته في عام 2015.
على الرغم من أن هذا الجدل أبرز بعض المسائل الرئيسية في موسيقى النساء المتعلقة بالشمولية، إلا أنه من الملاحظ أن "الحركة تم تنظيمها بواسطة امرأة متحولة جنسيًا" وأن "أوفيليا ريكوردز، التعاونية الموسيقية السحاقية الأنثوية الراديكالية، كانت تشمل الأشخاص المتحولين جنسيًا بذاتها".

## انظر ايضًا
- ليديفست
- شغب فتاة
- النغمات الجذرية (وثائقي عام 2002 عن تاريخ موسيقى النساء)
- المرأة في الموسيقى
- روث دورين، منظمة حفلات الموسيقى النسوية والناشطة النسوية